# 1297
1297. је била проста година.

## Догађаји
- Споразум из Алкањиса: Краљеви Денис од Португала  и 11-годишњи Фердинанд IV од Кастиље потписују споразум између Португала и Кастиље, којим се успоставља савез пријатељства и међусобне одбране, што доводи до мира од 40 година између два краљевства.
- Мај – Вилијам Волас, вођа шкотских побуњеника, предводи устанак против Енглеза код Ланарка и убија шерифа Вилијама Хеселрига. Придружује се Вилијаму Дагласу Хардију, првом шкотском племићу у побуни – удружујући снаге код Санкуара, Дурисдира и опатије Скон  у јуну. Касније, Волас заузима енглеску ризницу у Скоуну како би финансирао побуну против Едварда I од Енглеске.
- Лето – Едвард I од Енглеске наређује казнену експедицију против побуњених Шкота. У Роксбургу се окупља војска од око 9.000 људи (укључујући 2.000 коњаника) предвођена Џоном де Вареном. У међувремену, Вилијам Волас напушта шуму Селкирк са појачањем и окреће пажњу северно од реке Форт.
- Јул – У Шкотској, група племића формира конфедерацију (коју је организовао Роберт Вишарт, бискуп Глазгова), али су је енглеске трупе поразиле код Ирвина. Споразум о покорности Едварду I од Енглеске потписују будући шкотски краљ Роберт Брус и други шкотски вође.
- Зима – Едвард I од Енглеске прихвата примирје које је предложио краљ Филип IV од Француске и напушта Фландрију. Враћа се у Лондон и припрема кампању против Вилијама Воласа у Шкотској.
- Византијско-српски рат (1296—1297) се завршава мировним споразумом Краљевине Србије и Византијског царства.
- Бонифације VIII покушава да оконча ривалство између Ђенове и Пизе око тиренских острва Сардиније и Корзике, именујући краља Џакова II од Арагона („Праведног“) за регента острва.
- Португалски водени пас је први пут описан у извештају монаха о давењу морнара, кога је пас извукао из мора.[9]

### Јануар
- 8. јануар — Италијански племић Франческо Грималди, прерушен у фрањевца, је заузео тврђаву Монако.

### Април
- 14. април – Краљ Едвард I од Енглеске упућује апел испред Вестминстерске палате за подршку рату против Француске. Извињава се због високих пореских захтева које је претходно наметнуо. Едвард тражи од барона (око 1.500 витезова) да се закуну на верност његовом дванаестогодишњем сину, принцу Едварду од Кернарфона. Свестан опасности од противљења његовој власти, Едвард се појављује пред великом гомилом и добија потпуну лојалност.

### Мај
- 3. мај – Стефано Колона, италијански главни магистрат и папски званичник, заробљава благо гробнице Цецилије Метеле близу Рима, које је ривалска породица Каетани послала папи Бонифацију VIII.

### Јул
- 11. јул – Бонифације VIII канонизовао је краља Луја IX од Француске (умро 1270). Луј је био побожни хришћанин Католичке цркве, који је током своје владавине забранио проституцију, коцкање, богохуљење и судске двобоје.

### Август
- 20. август – Битка код Ферна: Француске снаге под командом Роберта II побеђују Фламанце код Верна. Током битке, Робертов син Филип од Артоа је тешко рањен и умире годину дана касније од последица рана.
- 22. август – Едвард I од Енглеске предводи експедицију на Фландрију. Креће се са војском (око 8.000 људи) коју подржава 800 витезова ка Генту и чини град својом базом за операције у Фландрији.

### Септембар
- 11. септембар — Шкоти под командом Ендруа Марија и Вилијама Валаса су поразили енглеску војску у бици на Стерлиншком мосту.

## Рођења
- Википедија:Непознат датум — Рођен Шарл II, гроф Аленсона

## Смрти
- Јован II Велики Комнин

- Нићифор I Комнин Дука

- Флорент од Ено